# Myaka myaka
Myaka myaka és una espècie de peix de la família dels cíclids i de l'ordre dels perciformes.

## Morfologia
- Els mascles poden assolir 6,7 cm de longitud total.[1]
- Nombre de vèrtebres: 28-29.[2]

## Alimentació
Menja principalment fitoplàncton i insectes petits.

## Hàbitat
Viu en zones de clima tropical.

## Distribució geogràfica
Es troba a Àfrica: és una espècie de peix endèmica del llac Barombi Mbo (Camerun).